# Tomashpil (huyện)
Huyện Tomashpil (tiếng Ukraina: Томашпільський район, chuyển tự: Tomashpils’kyi raion) là một huyện của tỉnh Vinnytsia thuộc Ukraina. Huyện Tomashpil có diện tích 778 km², dân số theo điều tra dân số ngày 5 tháng 12 năm 2001 là 42631 người với mật độ 55 người/km2. Trung tâm huyện nằm ở Tomashpil.